# Memorist
Memorist (hangul: 메모리스트 Memoriseuteu) – południowokoreański serial telewizyjny emitowany na antenie tvN. Był emitowany od 11 marca do 30 kwietnia 2020 roku, w środy i czwartki o 22:50, liczy 16 odcinków. Główne role odgrywają w nim Yoo Seung-ho, Lee Se-young i Jo Sung-ha. Powstał w oparciu o webtoon o tym samym tytule, autorstwa Jae Hoo.

## Obsada

### Główna
- Yoo Seung-ho jako Dong Baek/Sung Ju-ho
- Lee Se-young jako Han Sun-mi/Kim So-mi
- Jo Sung-ha jako Lee Shin-woong

### W pozostałych rolach
- Ko Chang-seok jako Gu Kyung-tan
- Jun Hyo-seong jako Kang Ji-eun[5]
- Yoon Ji-on jako Oh Se-hoon

Specjalny zespół śledczy
- Kim Yoon-hee jako Jung Mi-ja
- Im Se-joo jako Lee Seul-bi
- Jung Ha-joon jako Hwang Bong-gook

Policja metropolitarna
- Son Kwang-up jako Byun Young-soo
- Kim Seo-kyung jako Im Chil-gyu
- Moon Jung-gi jako Kwon Woon-jang
- Jung Ha-joon jako Hwang Bong-guk

Inni
- Kim Mi-kyung jako pani Gong
- Yoo Gun-woo jako  Woo Seok-do
- Kim Nak-kyun jako detektyw (odc. 1)
- Cha Soon-bae jako Im Joong-yeon
- Jo Seok-hyun jako Northern Prosecutor
- Kim Ji-in jako Ye-rim
- Choi Seo-ryung jako Kim Seo-kyung
- Lee Young-jin jako Seo Hee-soo/Sung Ju-ran (odc. 12-16)
  - Cho Hye-joo jako młoda Sung Ju-ran (odc. 16)

## Produkcja
Pierwsze czytanie scenariusza odbyło się 2 grudnia 2019 roku.

## Oglądalność
| No. | Tytuł                                            | Data emisji           | Oglądalność (AGB Nielsen) |
| --- | ------------------------------------------------ | --------------------- | ------------------------- |
| 1   | Claw Hammer (kor. 장도리)                        | 11 marca 2020(dts)    | 3,272%                    |
| 2   | The Red Pig (kor. 붉은 돼지)                     | 12 marca 2020(dts)    | 2,762%                    |
| 3   | Baptized in Blood (kor. 피의 세례)               | 18 marca 2020(dts)    | 3,434%                    |
| 4   | Double-Edged Sword (kor. 양날의 검)              | 19 marca 2020(dts)    | 3,175%                    |
| 5   | Prayer for Protection (kor. 수호기도)            | 25 marca 2020(dts)    | 3,198%                    |
| 6   | The Second Man (kor. 세컨드 맨)                  | 26 marca 2020(dts)    | 3,287%                    |
| 7   | Memory Eraser (kor. 기억 지우개)                 | 1 kwietnia 2020(dts)  | 2,851%                    |
| 8   | The Red Herring (kor. 붉은 청어)                 | 2 kwietnia 2020(dts)  | 2,693%                    |
| 9   | The Pupil Under One's Foot (kor. 발 믣의 눈동자) | 8 kwietnia 2020(dts)  | 2,259%                    |
| 10  | Trauma Trigger (kor. 트라우마 방아쇠)            | 9 kwietnia 2020(dts)  | 2,894%                    |
| 11  | A Deep Wound (kor. 깊은 흉터)                    | 15 kwietnia 2020(dts) | 2,384%                    |
| 12  | The Child of Darkness (kor. 어둠의 아이)         | 16 kwietnia 2020(dts) | 2,809%                    |
| 13  | The Name of the Prophecy (kor. 예언의 이름)      | 22 kwietnia 2020(dts) | 2,199%                    |
| 14  | Two Layers of Evil (kor. 두 겹의 악)             | 23 kwietnia 2020(dts) | 2,701%                    |
| 15  | Flesh and Blood (kor. 피 붙이)                   | 29 kwietnia 2020(dts) | 2,160%                    |
| 16  | The Power of Memories (kor. 기억의 힘)           | 30 kwietnia 2020(dts) | 3,293%                    |